# Орден Жукова
О́рден Жу́кова — государственная награда Российской Федерации. Как и одноимённая медаль, учреждён президентом Российской Федерации 9 мая 1994 года в ознаменование выдающихся заслуг маршала Г. К. Жукова в годы Великой Отечественной войны и в знак признания его роли в строительстве вооружённых сил страны, в укреплении её обороноспособности.
«Парламентская газета» отмечала, что это — создание двух наград — «восстановило историческую справедливость в отношении национального героя России и выдающегося полководца» Георгия Константиновича Жукова.

## История

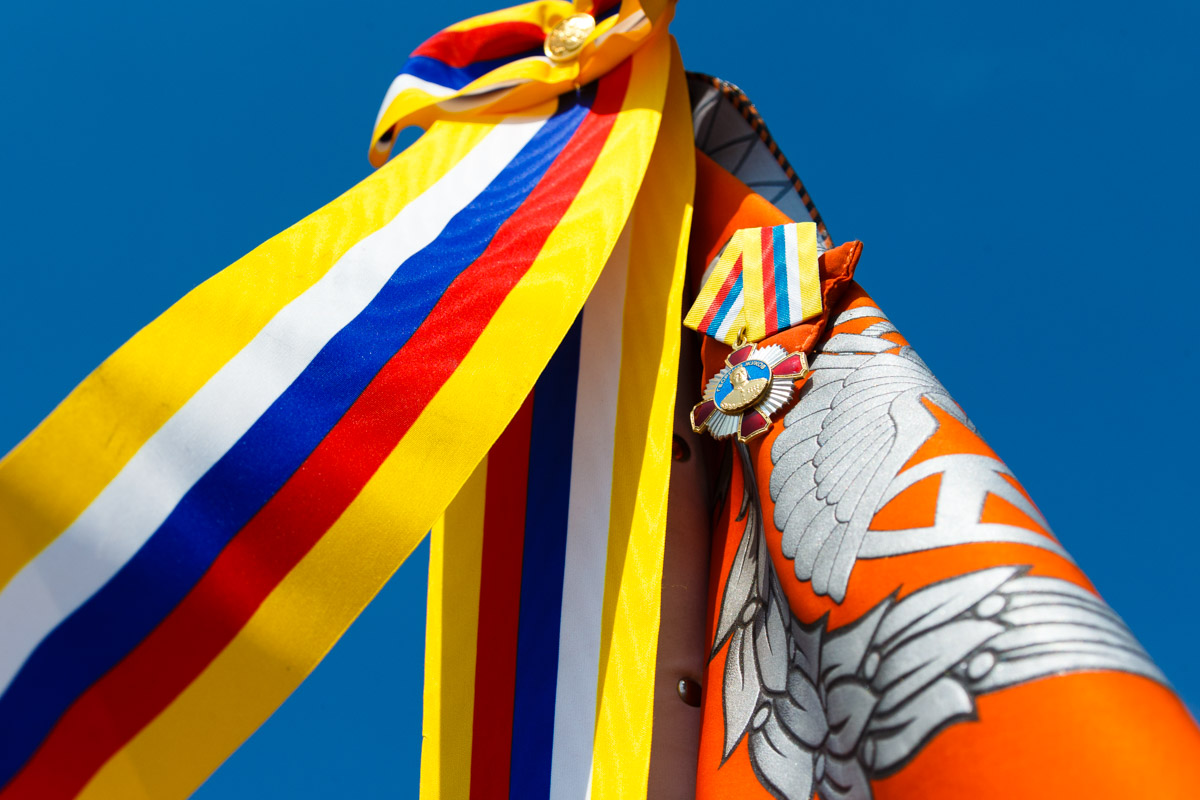
Регалии ордена Жукова на знамени 39-й отдельной железнодорожной бригады ЮВО

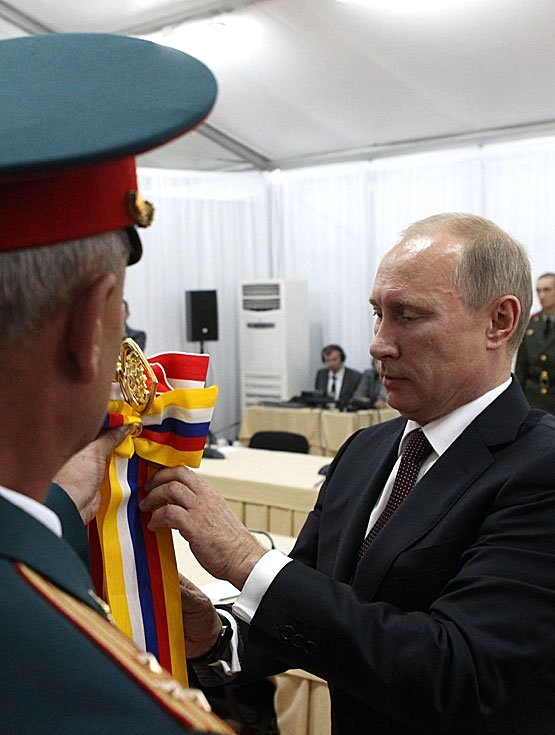
Президент РФ В. Путин вручает орден Жукова 201-й российской военной базе. Таджикистан,
5 октября 2012 года

Орден учреждён указом Президента Российской Федерации от 9 мая 1994 года № 930 — для награждения лиц высшего офицерского состава за заслуги в разработке и проведении крупных военных операций, в том числе в период Великой Отечественной войны.
Изначально орден Жукова в иерархии государственных наград следовал за орденом «За заслуги перед Отечеством» и носился на винтовом креплении (без ленты) на правой стороне груди.
В сентябре 2010 года в статут и описание ордена были внесены существенные изменения, в том числе изменён способ и порядок ношения ордена — орден стал носиться на пятиугольной колодке с лентой на левой стороне груди, и занял место после ордена Ушакова.
В январе 2013 и апреле 2015 года в статут ордена были внесены изменения, согласно которым допущено награждение орденом, помимо военнослужащих, также объединений и воинских частей Вооружённых Сил Российской Федерации, других войск и органов, а также высших военно-образовательных учреждений.
Указом Президента Российской Федерации № 413 от 25 апреля 1995 года состоялись первые 15 награждений орденом.
Автором внешнего вида ордена является народный художник России Валерий Балабанов.

## Статутордена
Орденом награждаются командующие объединениями, командиры соединений, воинских частей, их заместители из числа высших и старших офицеров:
- за умелую организацию и проведение операций группировок войск (сил) на стратегических направлениях (театрах военных действий) или армейских операций, в ходе которых, несмотря на численное превосходство противника, были достигнуты цели операции;
- за искусно проведённый манёвр на суше и в воздухе по окружению противника, в ходе которого осуществлён разгром его превосходящих сил;
- за проявленные инициативу и решительность при выборе места и времени нанесения главного удара, позволившие разгромить противника на суше и в воздухе, сохранить при этом боеспособность и продолжить его дальнейшее преследование;
- за совершение прорыва оборонительной полосы противника, дальнейшее развитие наступления, организацию преследования, окружения и разгрома противника;
- за проявленное упорство при отражении ударов противника с воздуха, суши и моря, удержании занимаемых войсками назначенных зон ответственности, создание условий для захвата инициативы и лишения противника возможности продолжать наступательные действия;
- за умелую организацию и руководство формированиями Вооружённых Сил Российской Федерации, дислоцированными за пределами Российской Федерации, при отражении вооружённого нападения на них, а также при защите от вооружённого нападения граждан Российской Федерации, находящихся за пределами Российской Федерации.

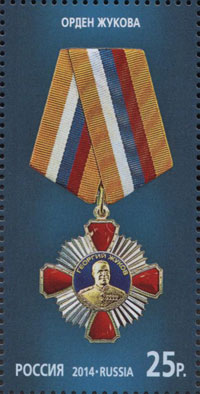
Орден Жукова на почтовой марке России 2014 года из серии «Государственные награды Российской Федерации».

Орденом могут быть награждены объединения, соединения и воинские части Вооружённых Сил Российской Федерации, других войск, воинских формирований и органов за подвиги и отличия в боях по защите Отечества, в операциях по поддержанию (восстановлению) международного мира и в контртеррористических операциях, за участие в проведении операций на суше и в воздухе, в ходе которых, несмотря на упорное сопротивление противника, были достигнуты цели операций с полным сохранением боеспособности воинских частей, за мужество и самоотверженность, проявленные в ходе выполнения учебно-боевых задач, за высокие показатели в боевой подготовке, а также военные образовательные организации высшего образования и их обособленные структурные подразделения (филиалы) за значительные достижения в подготовке квалифицированных кадров.
Орденом могут награждаться иностранные граждане — военнослужащие войск союзников из числа высшего и старшего офицерского состава, участвовавшие наравне с военнослужащими Российской Федерации в организации и проведении совместной успешной операции коалиционных группировок войск (сил).
Награждение орденом может быть произведено посмертно.
Знак ордена носится на левой стороне груди и при наличии других орденов Российской Федерации располагается после знака ордена Ушакова.
Для особых случаев и возможного повседневного ношения на гражданской одежде предусматривается ношение миниатюрной копии знака ордена, которая располагается после миниатюрной копии знака ордена Ушакова.
При ношении на форменной одежде ленты ордена на планке она располагается после ленты ордена Ушакова.
На гражданской одежде носится лента ордена Жукова в виде розетки, которая располагается на левой стороне груди.
При награждении орденом воинских частей, знак и лента ордена крепятся на лицевую сторону Боевого знамени части.

## Описание ордена

### Знак ордена
Знак ордена представляет собой четырёхконечный прямой крест с концами в виде треугольных, заострённых в оконечности щитов с вырезанными верхними углами. Щиты покрыты красной эмалью и имеют позолоченное окаймление со скрепами.
Между концами креста — серебряные штралы.
Концы креста примыкают к круглому медальону, покрытому синей эмалью. В поле медальона — позолоченный погрудный портрет Маршала Советского Союза Г. К. Жукова вполоборота вправо, опирающийся в нижней части медальона на перекрещенные лавровую и дубовую ветви.
По окружности медальона, в верхней части, — надпись прямыми рельефными буквами: «ГЕОРГИЙ ЖУКОВ».
Расстояние между противоположными концами креста — 40 мм, между противолежащими штралами — 35 мм. На оборотной стороне знака — номер знака ордена.
Знак ордена при помощи ушка и кольца соединяется с пятиугольной колодкой, обтянутой шёлковой муаровой лентой шириной 24 мм.
Лента жёлтого цвета. В центре ленты — три полосы: белая, синяя и красная шириной 4 мм каждая.

### Миниатюрная копия
Миниатюрная копия знака ордена Жукова носится на колодке. Расстояние между концами креста — 15,4 мм, высота колодки от вершины нижнего угла до середины верхней стороны — 19,2 мм, длина верхней стороны — 10 мм, длина каждой из боковых сторон — 16 мм, длина каждой из сторон, образующих нижний угол, — 10 мм.

### Планка
При ношении на форменной одежде ленты ордена Жукова используется планка высотой 8 мм, ширина ленты — 24 мм.

### Розетка
На ленте ордена Жукова в виде розетки крепится миниатюрное изображение знака ордена из металла с эмалью. Расстояние между концами креста — 13 мм. Диаметр розетки — 15 мм.

### Лента
Лента ордена — шёлковая муаровая бело-сине-красного цвета (флага Российской Федерации), по краям окаймлённая двумя жёлтыми полосами. Жёлтый цвет ленты символизирует золото побед, вписанных в историю российского воинства. Соотношение ширины полос ленты в %: 25/16,6/16,6/16,6/25.
Ширина ленты на колодке ордена — 24 мм.
Ширина ленты, прикрепляемой к Боевому знамени воинской части, — 100 мм.

## Орден до 7 сентября 2010 года

### Статут ордена
1. Орденом Жукова награждаются:

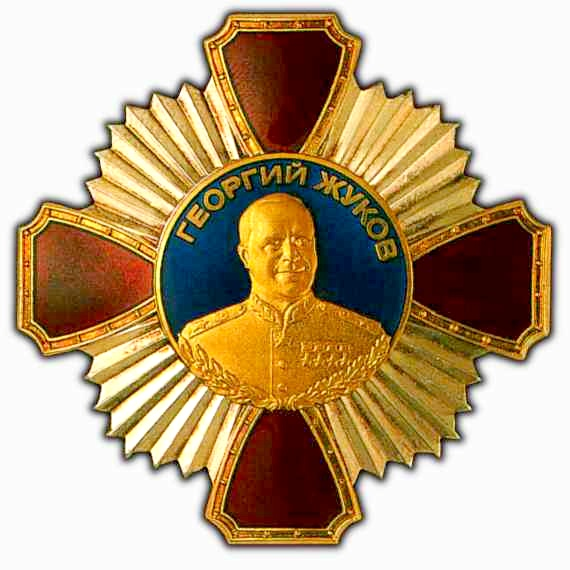
Знак ордена, вручавшийся до 7 сентября 2010 года

  - командующие фронтами и армиями, их заместители, начальники штабов, начальники оперативных управлений и оперативных отделов, начальники родов войск фронтов и армий, командиры корпусов, дивизий, бригад, удостоенные звания Героя Советского Союза или награждённые орденами за отличия в руководстве войсками при проведении боевых операций в период Великой Отечественной войны 1941—1945 годов;
  - командующие флотами, флотилиями и их заместители, командиры эскадр, военно-морских баз, бригад, удостоенные звания Героя Советского Союза или награждённые орденами за проведение совместно с Красной Армией боевых операций в период Великой Отечественной войны 1941—1945 годов;
  - лица высшего офицерского состава, а также старшие офицеры в должности командира дивизии (бригады) и выше Вооружённых Сил Российской Федерации за заслуги в разработке и успешном проведении ими крупных операций в период военных действий по защите Отечества.
2. Награждение орденом Жукова производится указом Президента Российской Федерации.
3. Орден Жукова носится на правой стороне груди.[7]

### Описание ордена
Знак ордена Жукова представляет собой четырёхугольное с овальными сторонами серебряное основание с рельефными штралами и четырьмя щитами, выступающими за основание и размещёнными на нём в виде равноконечного креста. Щиты серебряные с золочением, покрыты рубиновой эмалью.
В центральной части ордена расположен серебряный с золочением медальон диаметром 24 мм, покрытый голубой эмалью. В верхней части медальона по окружности — золочёная надпись «Георгий Жуков». На медальоне — серебряное с золочением погрудное рельефное изображение Жукова, ограниченное внизу лавровой и дубовой ветвями.
Расстояние между противоположными концами креста 50 мм, между противолежащими углами основания — 45 мм.
На оборотной стороне знак ордена имеет нарезной штифт с гайкой для прикрепления ордена к одежде.
Лента к ордену Жукова — шёлковая муаровая шириной 24 мм, по краям две полосы золотистого цвета шириной 9 мм каждая, в центре — три полосы: белая, синяя и красная по 2 мм каждая.

## Кавалеры
С 1995 по 1998 гг. орденом Жукова были награждены 100 советских офицеров в звании от подполковника до Маршала Советского Союза, занимавших старшие командные должности в РККА в годы Великой Отечественной войны.
Первой воинской частью, награждённой орденом Жукова, стала 10-я отдельная бригада специального назначения Министерства обороны Российской Федерации.